# Проєкт «Переслідувач тіні» 2
«Проєкт „Переслідувач тіні“ 2» (англ. Project Shadowchaser II) — американський фантастичний бойовик режисера Джона Ейрса.

## Сюжет
Терористи, очолювані андроїдом, захоплюють завод з виробництва ядерної зброї і погрожують випустити ракету з ядерною боєголовкою на Вашингтон, якщо не буде випущений з в'язниці їх спільник. Поки влада відчайдушно намагається налагодити процес переговорів, терористи займаються здійсненням свого істинного задуму. Злочинці ставлять мету заволодіти секретною системою «Кобра», вже підготовленої до знищення за наказом президента. У протистоянні з терористами гине майже весь персонал заводу.

## У ролях
| Актор          | Роль                    |
| -------------- | ----------------------- |
| Френк Загаріно | андроїд                 |
| Брайан Дженесс | Френк Мід               |
| Бет Туссен     | Лорі Веббер             |
| Деніел Бонжур  | Рікі                    |
| Тодд Дженсен   | Джо Гаттон              |
| Денні Кеог     | Джон О'Гара             |
| Джефф Фаннелл  | Карл Рейтман            |
| Гел Орландіні  | генерал МакОуелл        |
| Гевін Гуд      | Тіг                     |
| Робін Сміт     | Прайн                   |
| Джеймс Вайл    | фермер                  |
| Лаура Стід     | Ред                     |
| Френк Опперман | Вайггс                  |
| Вілсон Данстер | Едвард Джонсон          |
| Кімбірлі Старк | Карла                   |
| Тед Ле Пла     | Джим Кларк              |
| Гідеон Емері   | польовий технік         |
| Адріан Валдрон | помічник Джона О'Гари   |
| Грег Леттер    | страж воріт             |
| Стів Бёрджесс  | Джек Томпсон            |
| Йен Вінтер     | Джессі                  |
| Пітер Террі    | патолог                 |
| Френк Нотаро   | коронер                 |
| Девід Батлер   | поліцейський            |
| Мелані Волкер  | стюардеса               |
| Майк Гафф      | пілот                   |
| Девід С. Вебб  | другий пілот            |
| Джефф Альберт  | штурман                 |
| Дуглас Брістоу | військовослужбовець     |
| Ден Робберце   | водій вантажівки        |
| Джон Леслі     | президент               |
| Брюс Міллар    | президентський радник 1 |
| Пол Бересфорд  | президентський радник 2 |